# Fuente de Orión

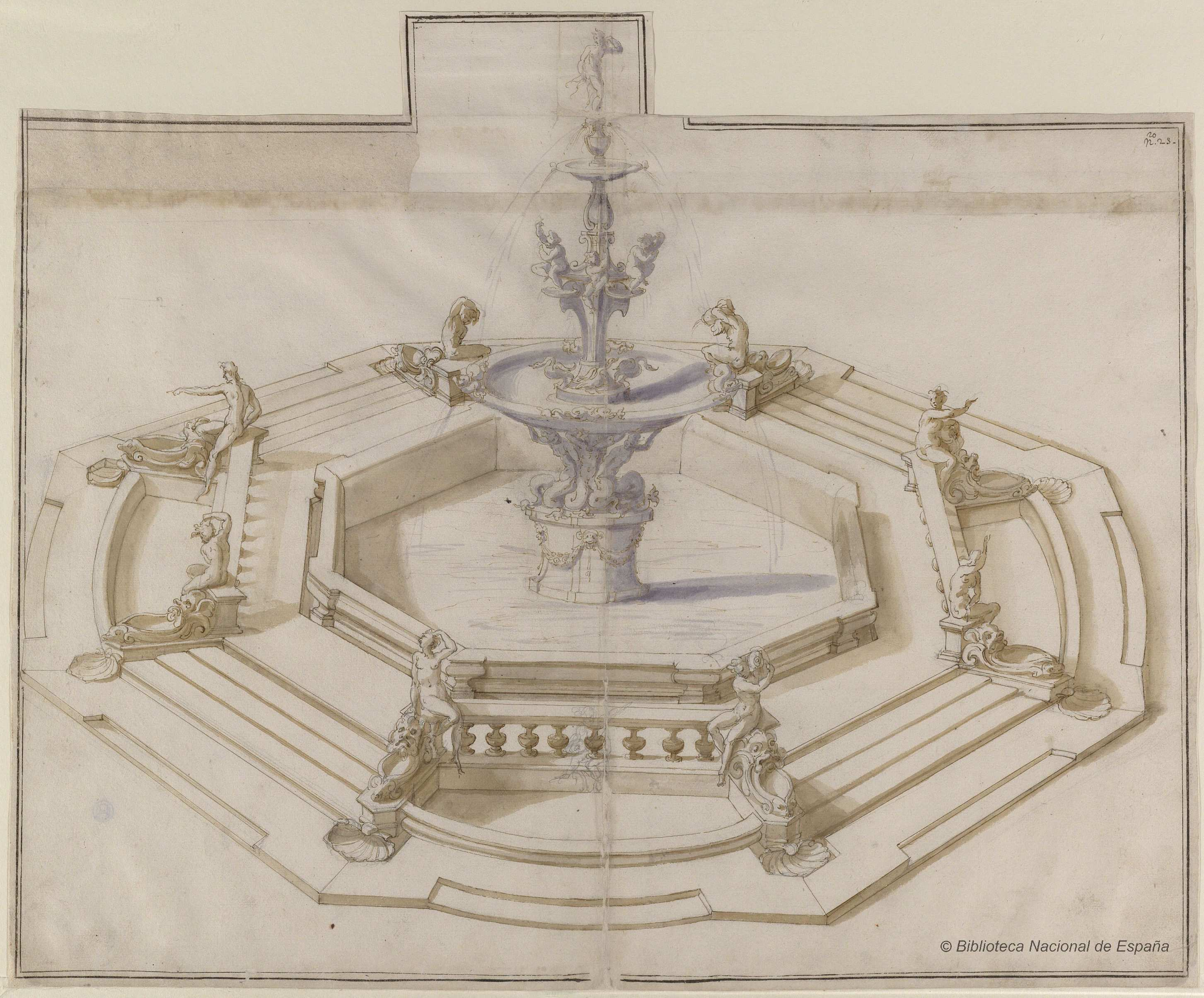
Proyecto de la fuente de Orión en Messina, dibujo a pluma, lápiz negro, tinta parda y aguada reunido en el Álbum de Fra Giovanni Vincenzo Casale. Biblioteca Nacional de España.

La fuente de Orión (en italiano, Fontana di Orione) es una fuente monumental de Mesina (Italia), realizada en 1553 por Giovanni Angelo Montorsoli (discípulo de Miguel Ángel), ejecutada en colaboración con Domenico Vanello. Se encuentra en la piazza del Duomo.

## Historia
Según el historiador del arte Bernard Berenson, se trata de «la fuente más bella del siglo XVI europeo» y de hecho es una obra de una belleza poco común, de gran trascendencia y de fuerte impacto emocional.
Fue encargado por el senado de Mesina en 1547 con fines festivos, con la idea de recordar la construcción del primer acueducto de la ciudad que conducía las aguas de los arroyos Camaro y Bordonaro, proyecto iniciado en 1530 y terminado en 1547, basado en planes del arquitecto de Taormina Francesco La Cameola.
Con el permiso del papa Pablo III, la iglesia medieval de San Lorenzo Mártir fue demolida para ser sustituida en un lugar ligeramente distinto, la iglesia renacentista de San Lorenzo Mártir, un proyecto confiado al propio Montorsoli. La fuente daba a la fachada del nuevo lugar de culto, que se derrumbó con el terremoto en el sur de Calabria en 1783.
El escultor florentino Montorsoli aceptó el encargo y llegó a Mesina junto con su discípulo, Martino Montanini. Fue nombrado maestro escultor de fuentes y encargado de erigir una fuente en la plaza de la catedral para representar a Orión: el mítico fundador de la ciudad de Mesina, un gigante nacido de su triple paternidad, de la orina de Júpiter, Neptuno y Mercurio. Para la realización, Montorsoli pidió que el mármol viniera de Carrara y empleó a numerosos escultores locales que colaboraron activamente, creando en poco tiempo la fuente, según Vasari.
La fuente tiene una estructura piramidal: en la parte superior Orión con su perro Sirio a sus pies. Debajo de cuatro querubines montando delfines, de cuya boca sale agua y se vierte en la copa de abajo. Seguido de cuatro náyades y cuatro tritones en platos cada vez más grandes. Luego, una gran cuenca dodecagonal con cuatro estatuas que representan los ríos Nilo, Tíber, Ebro y Camaro (este último es en realidad el pequeño arroyo que alimenta la fuente) y ocho bajorrelieves con representaciones de mitos relacionados con las transformaciones en presencia del elemento agua, todos tomados de la Metamorfosis de Ovidio. Es casi seguro que el científico-humanista Francesco Maurolico colaboró en la creación de esta compleja iconografía neoplatónico-alquímica y también compuso las coplas latinas grabadas bajo las cuatro estatuas de los dioses del río. La fuente acaba con cuatro bañeras pequeñas y ocho monstruos de agua de piedra negra.

La obra fue apreciada hasta el punto de que el senado de Mesina decidió encargar una segunda fuente al escultor, ahora conocida como la fuente de Neptuno.

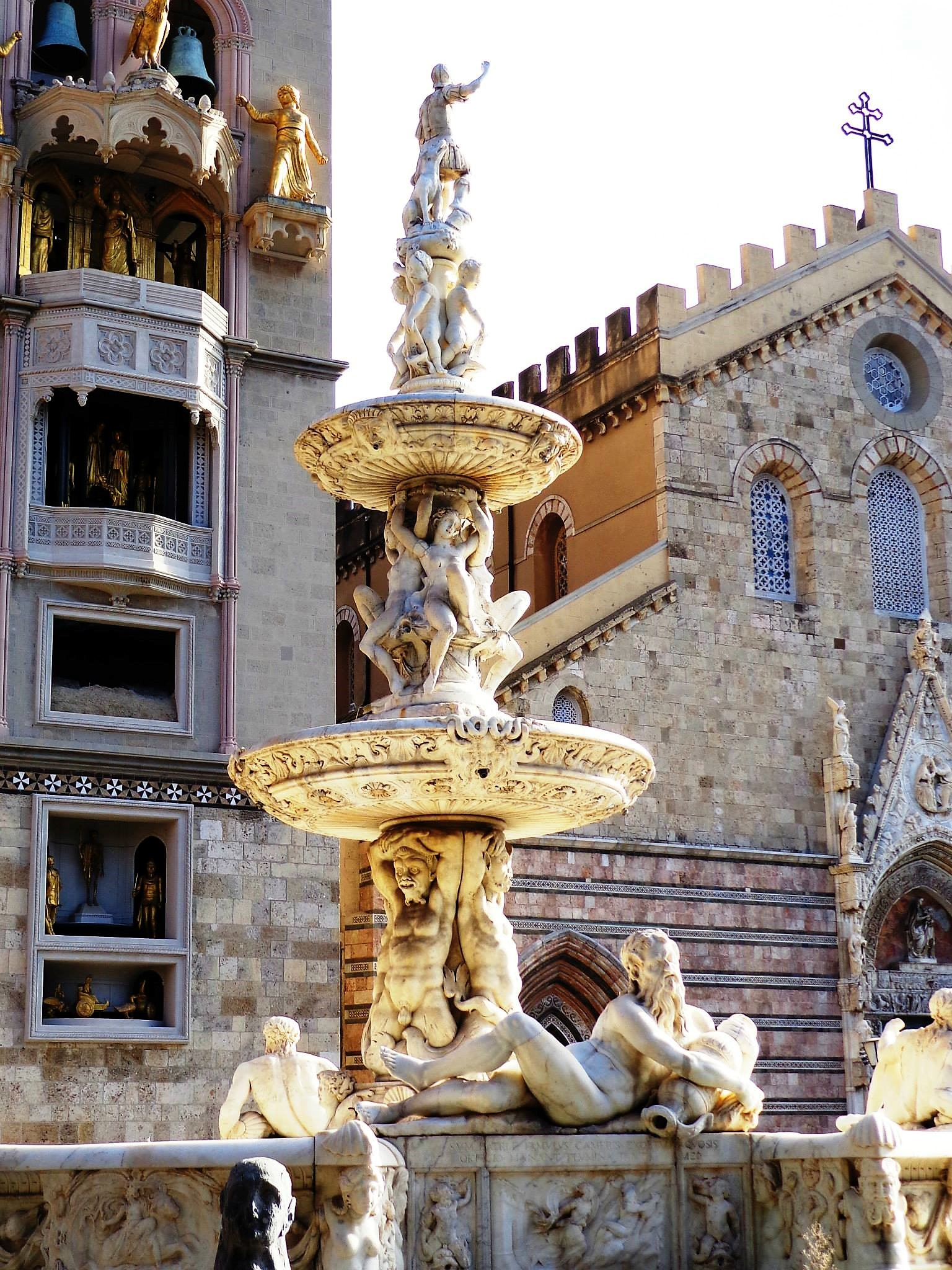
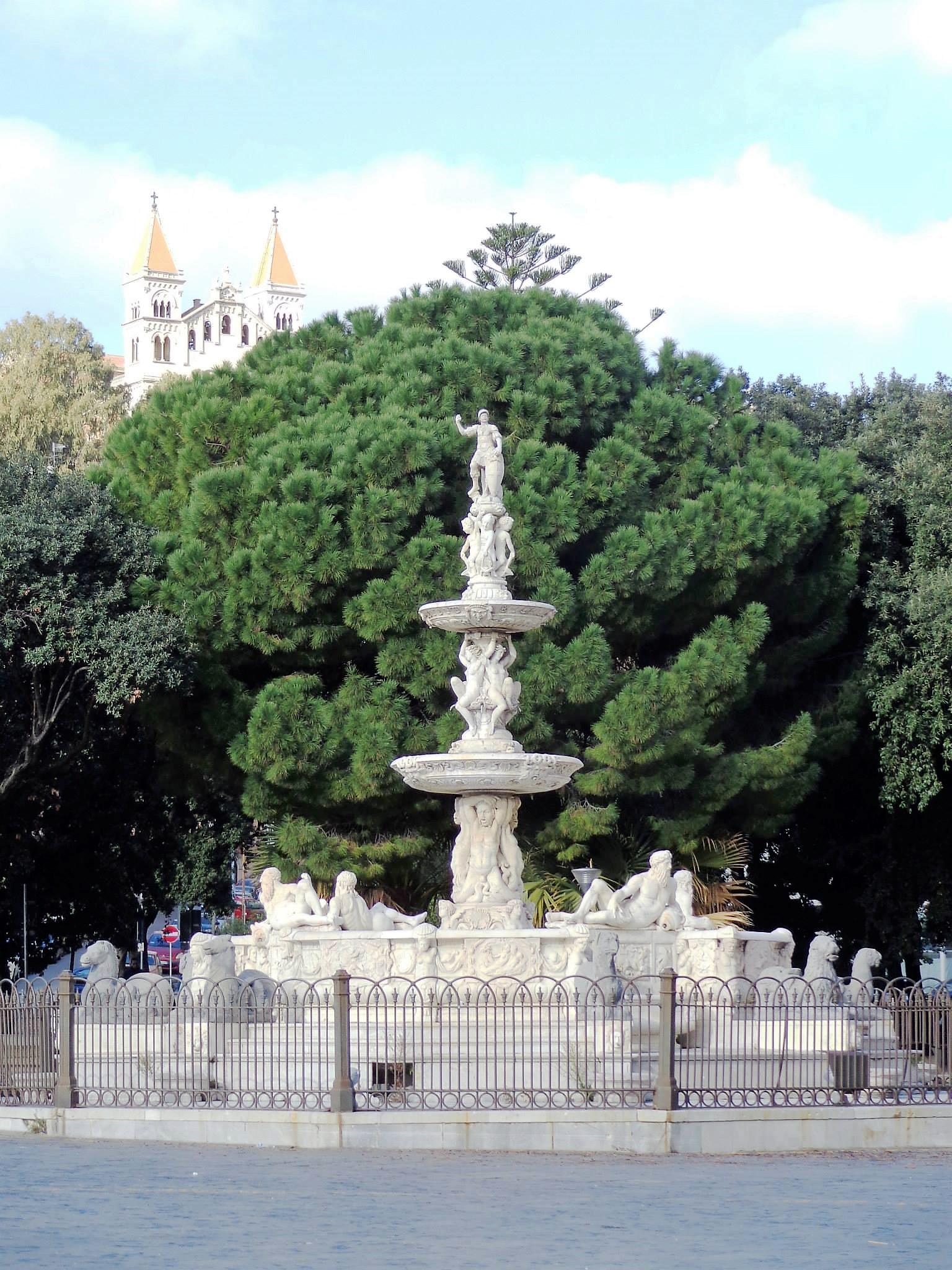
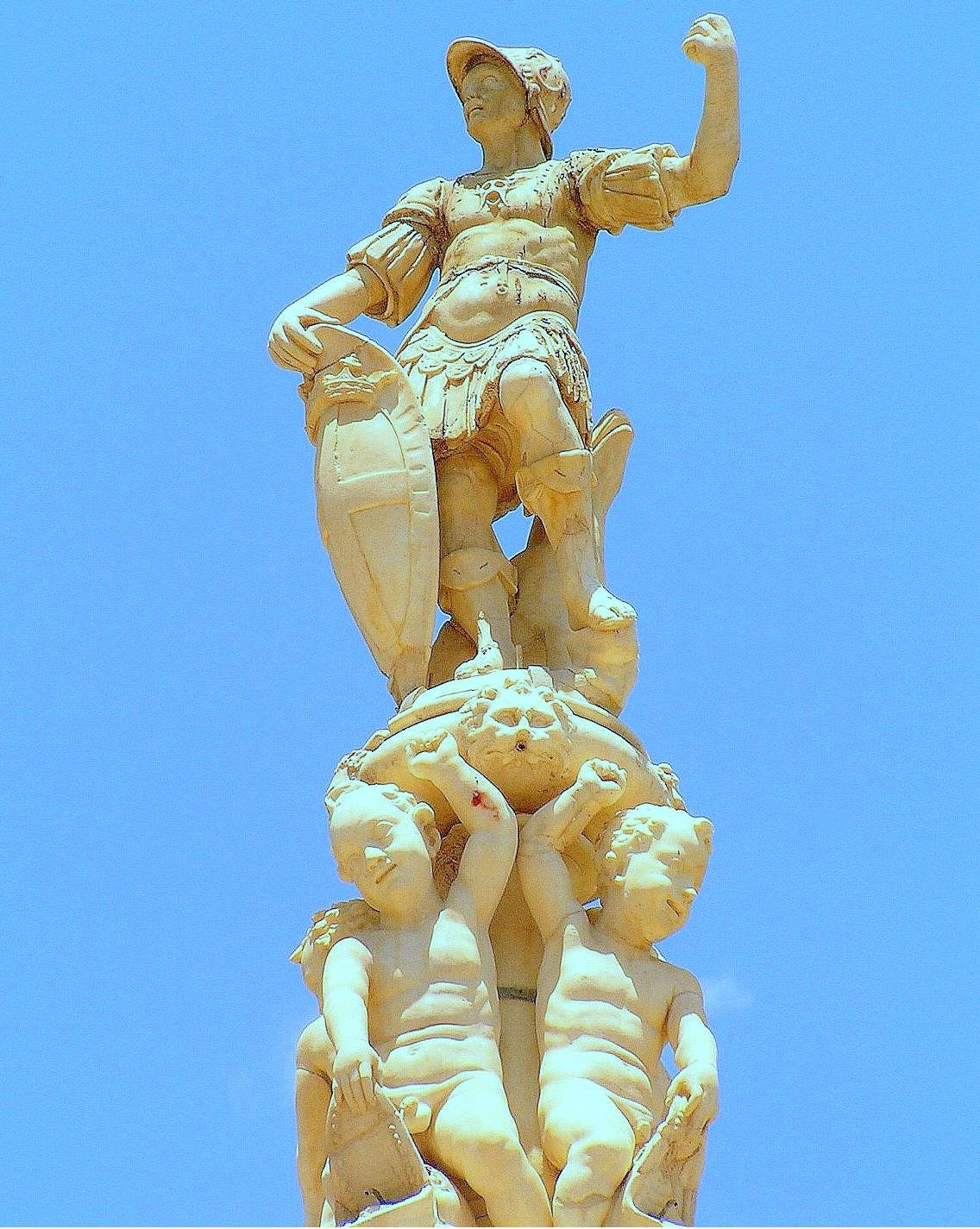
Orión
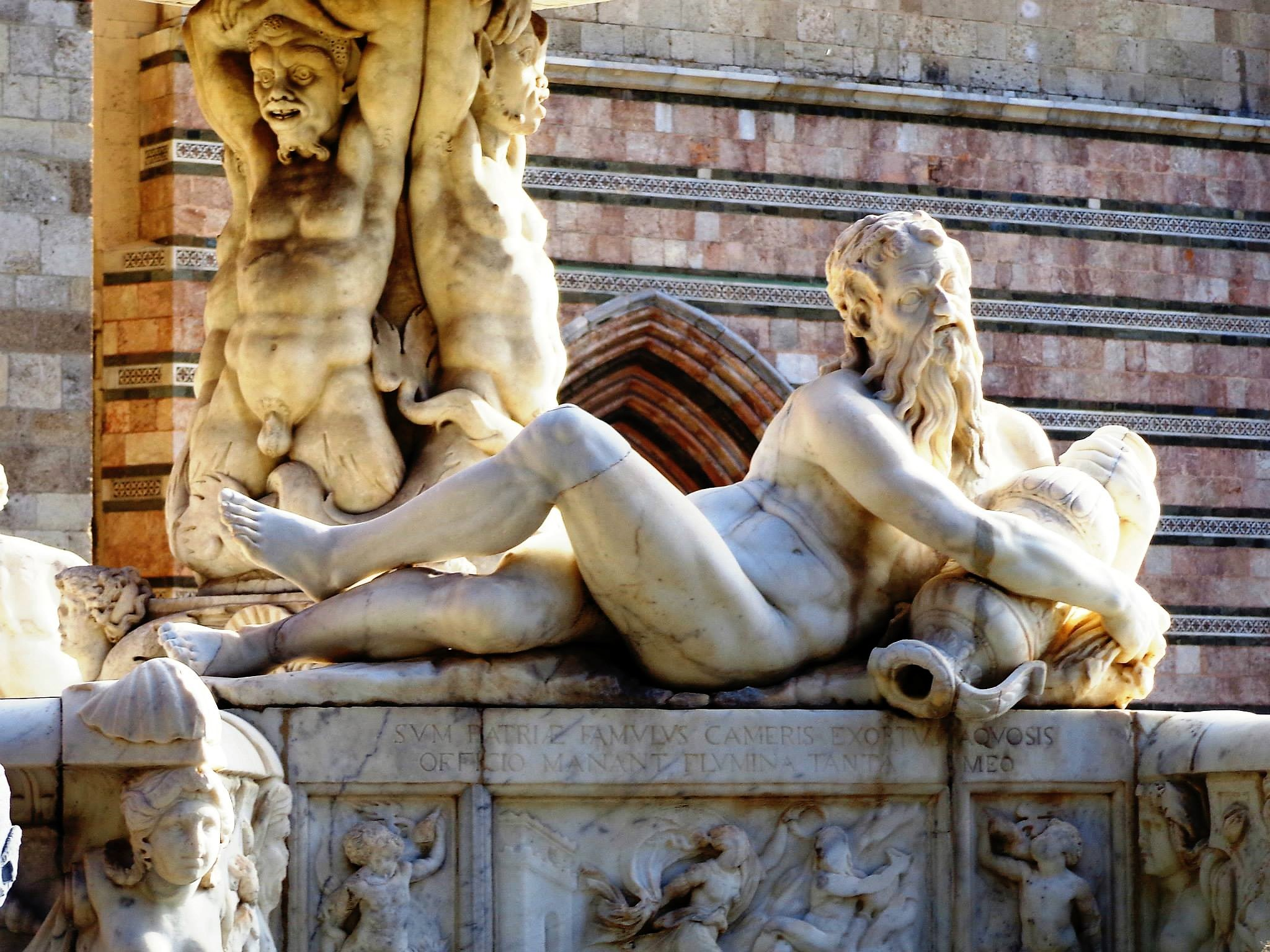
Representación del Camero
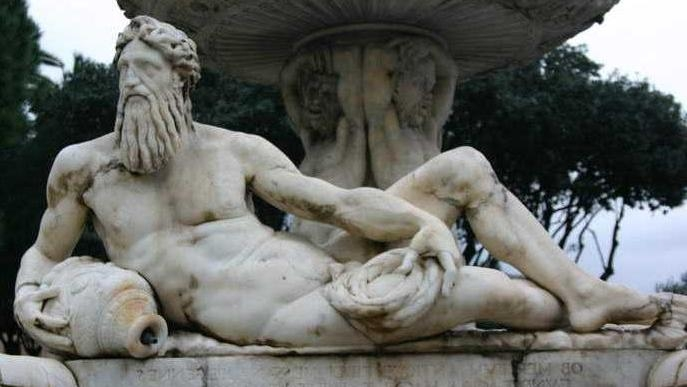
Representación del Tévere
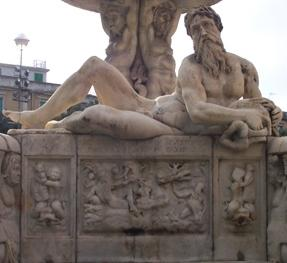
Representación del Ebro
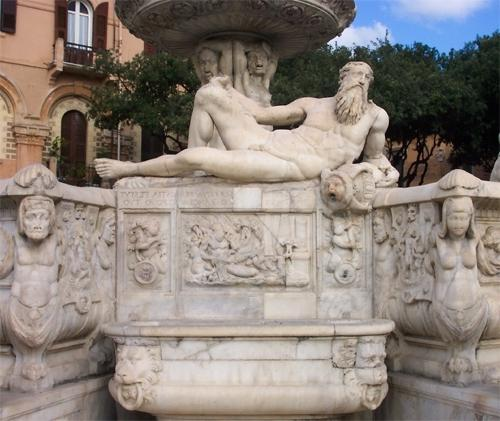
Representación del Nilo